# Musa kattuvazhana
Musa kattuvazhana là một loài thực vật có hoa trong họ Musaceae. Loài này được K.C.Jacob miêu tả khoa học đầu tiên năm 1952.